# 마흔 살에 얻은 행복
마흔 살에 얻은 행복은 문화방송 특집드라마이다.

## 제작진
- 극본 : 주찬옥
- 연출 : 정세호

## 출연진
- 박규채
- 이주경
- 정한헌